# بابي إن ماي بوكيت: آدفينشيرز إن بوكيتفيل
باباي ان ماي بوكيت: أدفانترز إن بوكيتفيل هو مسلسل رسوم متحركة إيطالي تروي بمغامرات الجراء الصغيرة في بوكيتفيل التي تشق طريقها بمساعدة فلو إلى العالم الحقيقي. المسلسل من إخراج مارك حنا، الذي يقدم أيضا صوت لماجيك، في استوديوهات السينما سينيسيتا تقع في روما، إيطاليا ويشرف عليه بريزيوسي، أم أو جي مجموعة الترفيه، والتلفزيون موندو، وتوزع في جميع أنحاء العالم من خلال نظام تيرنر للبث، تم بثه لأول مرة في إيطاليا في 25 أكتوبر 2010 إلى 19 ديسمبر 2011 لمدة 52 حلقة استمرت حوالي 13 دقيقة، وفي العالم العربي عرض المسلسل مدبلج أول مرة على كرتون نتورك بالعربية في ربيع 2011 وتوقفت كرتون نتورك بالعربية عن العرض في أواخر 2013 وبدأت قناة براعم في عرض المسلسل باسم مدينة بوكيت أسبوعيا وعلى قناة تلفزيون ج يوميا وآخر قناة عرضته هي قناة أجيال

## القصة
تعيش الجراء في بوكيتفيل حيث تختار الأميرة الصغيرة الجميلة آيمي للأطفال المحظوظين حيوانات أليفة جديدة. في يوم من الأيام أرسلتها أختها التوأم الحسودة إيما إلى «العالم الحقيقي», وأُرسلت التلميذة فلو مكانها إلى بوكيتفيل. يجب على فلو وكلبها الجديد ماجيك متابعة عمل آيمي حتى تعود إلى وطنها.

### الشخصيات
فلو : كانت فلو مجرد تلميذة عادية إلى أن تم إرسالها عن طريق الخطأ إلى عالم السحر في بوكيتفيل. برفقة كلبها الجديد ماجيك يجب عليها القيام بمهمة اختيار أصدقاء جدد من الحيوانات الأليفة للأطفال الذين يشعرون بالوحدة حتى تعود الأميرة الصغيرة آيمي إلى وطنها.
ماجيك : هو كلب فلو الجديد والرفيق المخلص لها. يجب على ماجيك وفلو القيام بعمل الأميرة آيمي الصغيرة التي تم إرسالها عن طريق الخطأ إلى «العالم الحقيقي» بواسطة أختها التوأم الحسودة. يجب على ماجيك وفلو متابعة مهمة اختيار رفاق جدد من الحيوانات الأليفة للأطفال الذين يشعرون بالوحدة حتى تعود الأميرة آيمي إلى وطنها.
آيمي : هي أميرة بوكيتفيل التي ستختار للأطفال المحظوظين الحيوانات الأليفة الجديدة للصداقة الدائمة. تم إرسال آيمي عن طريق الخطأ إلى «العالم الحقيقي» بواسطة أختها التوأم الحسودة إيما. هل ستتمكن إيما من العودة إلى وطنها؟
إيما : هي الأخت التوأم الشريرة للأميرة الصغيرة الجميلة آيمي. قامت عن طريق الخطأ بإرسال آيمي إلى «العالم الحقيقي» في حين تم إرسال فلو إلى بوكيتفيل مكانها. في غيابها ستحاول إيما بكل ما يمكنها أن تصبح هي الأميرة الجديدة.

### الحلقات
- الحلقة 1 : احتفال الصداقة
- الحلقة 2 : ضيفة غير متوقعة.
- الحلقة 3 : إيفرشيل الحكيم
- الحلقة 4 : العودة إلى المنزل
- الحلقة 5 : مسؤولية كبيرة 1
- الحلقة 6 : مسؤولية كبيرة 2
- الحلقة 7 : رأس الموجه
- الحلقة 8 : لعبة الصحن الطائر
- الحلقة 9 : لا تخافوا
- الحلقة 10 : مسألة طعام
- الحلقة 11 : أصدقاء جدد1
- الحلقة 12 : أصدقاء جدد2
- الحلقة 13 : الصبر1
- الحلقة 14 : الصبر2
- الحلقة 15 : الثقة بالنفس 1
- الحلقة 16 : الثقة بالنفس 2
- الحلقة 17 : العيون المراقبة 1
- الحلقة 18 : العيون المراقبة 2
- الحلقة 19 : البحث 1
- الحلقة 20 : البحث 2
- الحلقة 21 : المساومة 1
- الحلقة 22 : المساومة 2
- الحلقة 23 : الافلات 1
- الحلقة 24 : الافلات 2
- الحلقة 25 : سقطة قوية 1
- الحلقة 26 : سقطة قوية 2
- الحلقة 27 : عيد ميلاد فلو 1
- الحلقة 28 : عيد ميلاد فلو 2
- الحلقة 29 : خطف الأميرة 1
- الحلقة 30 : خطف الأميرة 2
- الحلقة 31 : جونو1
- الحلقة 32 : جونو2
- الحلقة 33 : عيادة الطبيب 1
- الحلقة 34 : عيادة الطبيب 2
- الحلقة 35 : الصداقة كنز 1
- الحلقة 36 : الصداقة كنز 2
- الحلقة 37 : أحلام سعيدة 1
- الحلقة 38 : أحلام سعيدة 2
- الحلقة 39 : حسن التصرف 1
- الحلقة 40 : حسن التصرف 2
- الحلقة 41 : عملية إنقاذ الأميرة 1
- الحلقة 42 : عملية إنقاذ الأميرة 2
- الحلقة 43 : الملكية الضائعة 1
- الحلقة 44 : الملكية الضائعة 2
- الحلقة 45 : الحرية 1
- الحلقة 46 : الحرية 2
- الحلقة 47 : الهدية 1
- الحلقة 48 : الهدية 2
- الحلقة 49 : اللعبة النهائية 1
- الحلقة 50 : اللعبة النهائية 2
- الحلقة 51 : العودة 1
- الحلقة 52 : العودة 2

### إصدارات DVD
- تم إصدار المسلسل على DVD ناطق باللغتين العربية والإنجليزية موزع من Viva Entertainment

## الأصوات العربية
- ميرنا الحسيني
- ابراهيم ماضي
- عبدو حكيم
- عماد فغالي
- احمد أبو علي
- تقلا شمعون
- سمارة نهرا
- جيهان الملا
- رانيا مروة
- ايمان بيطار

## روابط خارجية
- بابي إن ماي بوكيت: آدفينشيرز إن بوكيتفيل على موقع IMDb (الإنجليزية)
- بابي إن ماي بوكيت: آدفينشيرز إن بوكيتفيل على موقع فيلمافينيتي (الإسبانية)
- بابي إن ماي بوكيت: آدفينشيرز إن بوكيتفيل على موقع كينوبويسك (الروسية)
- بابي إن ماي بوكيت: آدفينشيرز إن بوكيتفيل على موقع قاعدة بيانات الفيلم (الإنجليزية)